# Taras Buljba (Janaček)
Leoš Janáček: Taras Buljba, simfonična rapsodija.
Skladba je sad Janačkove ljubezni do ruske književnosti, saj je nastala po zgodovinski povesti Nikolaja Gogolja o junaškem kozaku Tarasu Buljbi ter njegovih sinovih Andreju in Ostapu. Delo je nastajalo od leta 1915 do leta 1918, ko ga je Janaček posvetil prav tedaj ustanovljeni vojski Češkoslovaške republike. Uglasbil je tri prizore iz povesti: »Andrejeva smrt« pripoveduje o junakovem sinu, ki se je zaljubil v lepo Poljakinjo in dezertiral, pa ga je oče ujel in usmrtil z lastnim mečem; »Ostapova smrt« govori o drugem sinu, ki so ga ujeli sovražni Poljaki in ga odvlekli na morišče. Ko Ostap v stiski kliče očeta, mu Taras, skrit v množici, odvrne : »Slišim!« Njegov klic v skladbi dramatično odzvanja z udarci na pavke. V zadnjem prizoru »Taras pred smrtjo« (sovražniki ga živega zažgejo) izreče prerokbo o nepremagljivosti svojega ljudstva. Junakov prehod v legendo spremljajo orgle v  mogočnem koralu. Delo je bilo prvič izvedeno 9. oktobra 1921 v Brnu. 